# 普洛霍羅夫卡戰役
普洛霍羅夫卡戰役（俄语：Сражение под Прохоровкой）是一場第二次世界大戰庫斯克會戰進行期間於庫斯克東南方87公里的普洛霍羅夫卡爆發的戰鬥，由蘇軍第5近衛戰車軍團與德軍親衛隊第2裝甲軍交戰，此戰役也是軍事史迄今規模最大的一場單日戰車對戰。
1943年7月5日，德軍展開「堡壘行動」，目標是消滅駐於庫斯克突出部一帶的蘇軍部隊，以重新取回東線戰場的戰略主動權。德軍將以南北兩翼的部隊向中部挺進，進行包圍殲滅戰，德軍共投入了3個軍團實行本次作戰。第9軍團負責攻擊突出部的北側，第4裝甲軍團 (德意志國防軍)與「肯夫特遣軍團」則攻擊南側，負責保護第4裝甲軍團的東面側翼之安危。蘇聯最高統帥部則早已預先得知德軍計畫，並在後者進攻處建設了多道縱深防禦的堅強防線、進駐大量兵力對應之。蘇軍佈署了「沃羅涅日方面軍」保護南側、「中央方面軍」則負責北側，另外還在後方駐紮了戰略預備隊——「草原方面軍」，待德軍攻勢力度衰弱後展開反攻。
在德軍發動攻勢一星期後，蘇軍展開了大規模的反攻。在南方的普洛霍羅夫卡一地，蘇軍投入了「草原方面軍」以阻止德軍第4裝甲軍團的推進，德蘇兩方下轄的主力裝甲（戰車）單位——第2親衛隊裝甲軍與第5近衛戰車軍團便在1943年7月12日，於普洛霍羅夫卡西部與南部綿延約20公里的弧形戰線上爆發大規模戰車戰，蘇軍第5近衛戰車軍團幾近毀滅，其物質與人力的損失遠超德軍，但成功阻止德軍佔領普洛霍羅夫卡、突破第三道防線和取得行動自由，其損失亦能以強大的物質和人力儲備所彌補。不久，蘇軍發動全面反攻，德軍的所有部隊都撤離了普洛霍羅夫卡，蘇聯從此取得並保有東線戰場的戰略主動權直到戰爭結束。

## 背景

### 戰略形勢
1943年初，德軍第6軍團與第4裝甲軍團之一部在史達林格勒戰役中被蘇軍包圍殲滅，蘇軍接著展開其冬季攻勢——「小土星行動」，由南到北分別的德軍A集團軍、頓河集團軍和B集團軍陷入了被包圍的危險，因此蘇軍僅以約7萬人的代價收復了幾乎整個高加索地區。時至1943年2月中旬，蘇軍的推進已過度延伸，南方集團軍總司令埃里希·馮·曼斯坦元帥由此組織了反攻行動，在第三次哈爾科夫戰役中以親衛隊裝甲軍截斷蘇軍的兵鋒、打擊其側翼並包圍殲滅，1943年3月14至15日，德軍再度奪回哈爾科夫，而蘇軍則退回頓河北部。親衛隊裝甲軍接著又於3月18日奪回哈爾科夫北部的別爾哥羅德，但因蘇軍從「中央方面軍」緊急調派兵力增援而無法繼續北進。時至3月底，蘇聯大地開始融雪解凍，地面轉為泥濘狀態（這種地形幾乎不可能實施機動作戰），雙方也因為一連串的激烈戰事而急需休整。德軍陸軍總司令部選擇庫斯克的突出部作為下一次攻勢的目標，代號為「堡壘行動」（或又譯作「衛城作戰」）。
「堡壘行動」預計將以一道鉗形攻勢截斷庫斯克突出部的根部，將突出部內的蘇軍加以包圍殲滅之，中央集團軍（由君特·馮·克魯格指揮）下轄的德軍第9軍團（由瓦爾特·莫德爾指揮）將自北方南下攻擊突出部北側，同時，隸屬於曼斯坦南方集團軍的第4裝甲軍團（由赫爾曼·霍特指揮）和「肯夫特遣軍團」（由維爾納·肯普夫指揮）將北上攻擊庫斯克突出部南側，其主力攻擊部隊為分別配置在東西兩側的親衛隊第2裝甲軍與第48裝甲軍，而「肯夫特遣軍團」下轄的第3裝甲軍則負責保護第2親衛隊裝甲軍的右側翼。起初，德軍的攻勢目標是要摧毀大量的蘇軍戰車部隊和後備兵力、奪回戰略主動權，然而在準備過程中，許多德國高級官員放棄了這一雄心勃勃的目標，而轉而指望能有餘力對應可能出現在其他地區的盟軍威脅即可。
透過國內外蒐集來的情報，蘇軍最高統帥部已獲悉德軍1943年的夏季攻勢計畫。蘇聯領導人約瑟夫·史達林與一些蘇軍高級將領希望能主動對德軍發動攻勢，但有幾位重要將領，包括蘇軍副總司令格奧爾基·朱可夫說服他採取防禦態勢，令德軍主動去攻擊堅強防禦的工事，令其實力逐漸被削弱，蘇軍再伺機反擊。德軍為籌備兵力和武器一再延遲發動作戰，令蘇軍得以有充分時間強化防務，在突出部南北兩側皆修築了六道防線，深達130至150公里，頭三道防線是主防線（正式名稱為「軍團防線」），遠比後面三條（正式名稱為「方面軍防線」）更強固。蘇軍投入沃羅涅日方面軍（由尼古拉·費多羅維奇·瓦圖京指揮）與「中央方面軍」（由康斯坦丁·羅科索夫斯基指揮）分別防衛突出部南北兩翼，並組織了「草原方面軍」（由伊萬·斯捷潘諾維奇·科涅夫指揮）為戰略預備隊，隱藏於戰線後方，待時機成熟時發動反攻之用。

### 德軍的序戰（7月5日－7日）

庫斯克戰役中德蘇雙方於南翼的戰鬥配置圖。

德軍於1943年7月5日一早展開進攻，並很快就遭到蘇軍強烈的抵抗。由於遠超過預期的大量蘇軍反戰車砲、地雷陣、反戰車壕以及戰車的多次反擊，令德軍的突破極為困難，同時還要應付不斷進行反擊的蘇軍戰車部隊。
東南方面，德軍第3裝甲軍難以建立和維持跨越北頓涅茨河的橋頭堡，一直到7月6日上午才成功構築。過河後的第3裝甲軍便以其300輛戰車的兵力迅速發動攻擊，而蘇軍也派出第24和第25近衛步兵軍、第213和第111步兵師、數個戰車旅和團攻擊橋頭堡。到了7月6日當晚，第3裝甲軍也突破了蘇軍第一道防線，但由於後者的阻撓而未攻進第二防線，這段時間的延遲令其無法保護親衛隊第2裝甲軍以及整個第4裝甲軍團的東面側翼。
中部方面，親衛隊第2裝甲軍（由保羅·豪塞爾指揮）下轄三個親衛隊裝甲擲彈兵師——親衛隊第1師「阿道夫·希特勒警衛旗隊」（以下全簡稱為「警衛旗隊」師）、親衛隊第2師「國家」（以下簡稱為「國家」師）和親衛隊第3師「骷髏」（以下簡稱為「骷髏」師），與其對陣的則是蘇軍的第6近衛軍團下的近衛第23步槍軍。親衛隊第2裝甲軍以42輛虎式戰車打頭、共494輛戰車與突擊砲向7.5英里的正面發動猛攻，「骷髏」師為攻擊矛頭的右翼，「警衛旗隊」師為左翼，「國家」師則位處中間，7月5日當天結束後，「國家」師與「警衛旗隊」師都突破了蘇軍第一道防線，並抵達第二道的外圈，但因為「骷髏」師遭遇到非常強烈的抵抗而難以前進，令「國家」師的右翼暴露了出來。
西面，德軍第48裝甲軍於7月6日也已貫穿蘇軍第一道防線，在局部地區甚至深入了第二道防線。
德軍突破防線引起蘇軍指揮員的極大擔憂，到了7月6日晚上，瓦圖京幾乎把「沃羅涅日方面軍」的所有後備作戰兵力都投入了，僅留下第69軍團的3個步槍師，但仍無法遏止第4裝甲軍團的進攻。情勢更為險惡的是，當前第48裝甲軍前往奧博揚的軸線上並沒有完整的第三道防線工事，蘇軍只得仰賴第二道防線阻止德軍進入可自由行動的區域。為了遏止當前的危機，瓦圖京計畫在當地發起一次對德軍第4裝甲軍團側翼的攻勢，但需要調集其他地方的部隊才能達成，因此7月6日晚，這項計畫立即被送到蘇軍最高統帥部請求援軍，後者也在當晚下令「草原方面軍」的第5近衛戰車軍團、第5近衛軍團和「西南方面軍」的第2戰車團立即去增援「沃羅涅日方面軍」。「草原方面軍」司令科涅夫反對將預備隊如此過早又零碎地投入，但史達林親自介入後，計畫照常實施。第5近衛軍團的第10戰車軍領頭，於7月7日晚間抵達了普洛霍羅夫卡地區；第2戰車軍則於7月8日上午抵達了普羅霍羅夫卡東南方25英里的科羅恰，朱可夫則在7月7日命令從屬於「西南方面軍」的第17航空軍團前去支援隸屬「沃羅涅日方面軍」的第2航空軍團。

### 蘇軍的小規模反擊、德軍變更進攻軸線（7月8日－9日）

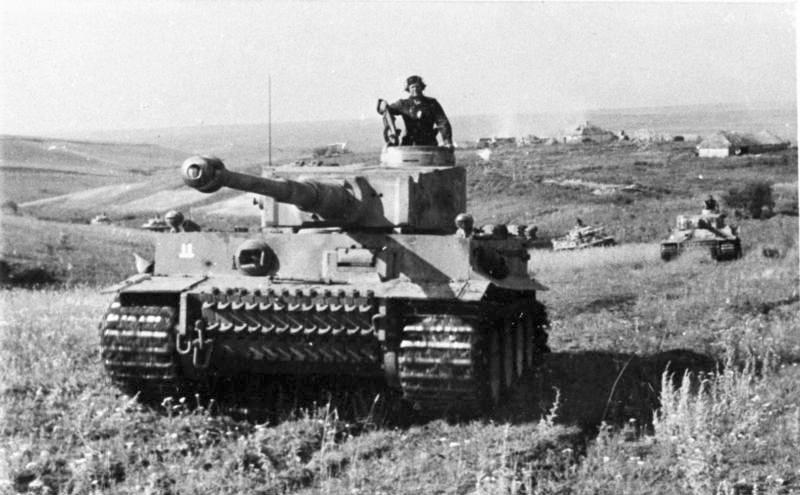
庫斯克突出部南線的「國家」師「虎式」戰車部隊。

7月8日早，「骷髏」師的危機因增援的第167步兵師（隸屬於第48裝甲軍）抵達而解除，前者被重新佈署到第2裝甲軍的中心位置，「警衛旗隊」師與「國家」師則分別配置為其左右翼。「國家」師負責保護該軍右翼的北半邊，而第167步兵師則承接了「骷髏」師保衛南半邊右翼的職責。「警衛旗隊」師則在當天清晨猛攻並奪取了波爾夏·馬雅奇基（Большие Маячки）一地，隨後便與第31戰車軍發生衝突。同時，「骷髏」師在逼使蘇軍第237戰車旅（第31戰車軍）撤退後，佔領了普肖爾河南方3英里（4.8）的格列兹诺耶一地。
由於親衛隊第2裝甲軍在7月8日早上展開的攻勢，瓦圖京決定投入裝甲兵力，發動一次反擊。第31戰車軍已因為當天早上德軍的進攻而投入，不久後，他又投入第10戰車軍，打擊親衛隊第2裝甲軍的前鋒部隊。中午過後，蘇軍第2戰車軍也加入了戰鬥。儘管蘇軍原設想集中兵力，重擊德軍，但由於實戰中的協同能力很差，其攻擊變成一波波小規模的連續進攻，而被德军擊潰。第5近衛戰車軍也同樣在午後加入了反攻作戰，襲擊了由「國家」師把守的親衛隊第2裝甲軍右翼，但同樣被擊敗。第2近衛戰車軍則在戈斯季谢沃（別爾哥羅德以北10英里（16）的一座村子）附近森林的掩護下準備突襲第167步兵師的陣地，但剛好在攻擊行動展開前被德軍的航空偵查發現，引來了後者的Hs 129攻擊機機群，至少有50輛蘇軍戰車被摧毀，這也是軍事史上首次一波戰車部隊的攻擊行動单纯被空中武力擊敗的战例。蘇軍的裝甲反攻行動在7月8日以慘敗收场，然而它們還是成功地在當天令「骷髏」師與「國家」師處於守勢，拖延了親衛隊第2裝甲軍的攻勢進度。7月8日當天結束後，親衛隊第2裝甲軍已推進了15至20英里（24至32公里），突破了工事堅固的第一與第二道防線，但這仍然遠低於德軍指揮官的期望，按照「堡壘行動」的原訂計畫，親衛隊第2裝甲軍應於開戰首日（7月5日）就突破兩道防線，往普洛霍羅夫卡前進。
7月9日，德軍北面進攻部隊的指揮官們，包括中央集團軍司令克魯格與第9軍團司令莫德爾在會議上做出結論，認為從北方要突破「中央方面軍」的防禦工事是不可能的，因此作戰目標改為繼續施壓、牽制蘇軍部隊、造成其人員傷亡，防止該方面軍抽調單位強化南方的「沃羅涅日方面軍」。至此，德軍的「堡壘行動」成敗已取決於第4裝甲軍團和「肯夫特遣軍團」是否能在南方取得突破，拿下庫斯克，甚至可以的話，將「中央方面軍」與其他蘇軍部隊分離。當天結束時，「骷髏」師已抵達普肖爾河的南岸，「警衛旗隊」師則佔領了蘇霍索羅季諾一地，與第11裝甲師（隸屬第48裝甲軍）連接了起來，從而鞏固了第4裝甲軍團的正面。然而，第4裝甲軍團司令霍特認為蘇軍大量的戰車預備隊將會從東面抵達，必須提防德軍跨越普肖爾河時其正好出現的危險，原訂負責護衛其側翼的第3裝甲軍這時因為推進緩慢，還在遙遠的南方，這使得親衛隊第2裝甲軍的右翼處於危險的境地，因此不得不讓「國家」師承擔其右翼安全的責任，也使原訂以第48裝甲軍的部份兵力和第3裝甲軍一同進行進攻普洛霍羅夫卡的計畫無法實行。當晚，德軍變更了親衛隊第2裝甲軍的進攻軸線，從正北轉往東北方的普洛霍羅夫卡前進，遠離了奧博揚，希望搶在蘇聯援軍抵達前佔領普洛霍羅夫卡。
第5近衛戰車軍團的主力自7月6日起持續強行軍，歷經240英里的路程後於7月9日晚上開始佈署在普洛霍羅夫卡一帶，第5近衛軍團的第33近衛步槍軍則在7月10日抵達，第32近衛步槍軍則已開始分散，阻擊奧博揚以南的德軍第48裝甲軍。蘇聯情報單位於7月8日至9日的報告中指出，目前德軍的步兵部隊在第4裝甲軍團的側翼建造防禦工事，且在當地沒有發現德軍的裝甲部隊。「沃羅涅日方面軍」司令部研判，德軍已用盡了預備隊，現在其戰力應已到了極限，因此決定發動大規模反攻，北方戰線也將同時展開相應的行動。

### 前哨戰（7月10日－11日）

普洛霍羅夫卡一帶的戰事示意圖。

7月10日，親衛隊第2裝甲軍因應進攻軸線的變更，重新佈署「警衛旗隊」師至中間位置，其原本負責的左翼護衛工作交給了「骷髏」師，在佈署完成前，德軍便對普洛霍羅夫卡展開攻擊。「骷髏」師在當天清早攻擊普肖爾河，欲確保其北岸橋頭堡和掃除該區將威脅到普羅霍羅夫卡德軍側翼的蘇軍威脅，但本次攻擊被蘇軍第52近衛步槍師（隸屬第23近衛步槍軍）和第10戰車軍所擊退，沒有成功建立橋頭堡。10點45分，德軍重啟攻擊，這次投入了整個軍，但因為一整天都是一陣陣的暴雨讓路面狀況極差，拖累了德軍的攻擊行動。「骷髏」師再度試圖跨越普肖爾河攻擊，襲擊蘇軍的堅強據點——226.6號高地。「警衛旗隊」師則獨自往普洛霍羅夫卡方向進攻，欲在天黑前將其拿下，為此，該師必須消滅252.2號高地與「共青團國家農場」（Совхоз Комсомолец）的蘇軍，後者已因有第2戰車軍的戰車駐紮於壕溝中而要塞化。「國家」師則守在該軍的右翼。
到了當晚，「骷髏」師終於成功建立橋頭堡，也拿下了226.6號高地的南面坡，但卻無法趕走地勢較高的蘇軍。「警衛旗隊」師則推進了4英里，也佔領了沿路經過的241.6號高地，入夜時離普洛霍羅夫卡僅剩5英里。右翼方面，「國家」師遭到了蘇軍第2近衛戰車軍和第2戰車軍的局部反攻，但成功將後者擊退，令「警衛旗隊」師得以繼續前進。直至當天通宵，「警衛旗隊」師與「國家」師已分別耗了一整天的時間在親衛隊第2裝甲軍的左翼與南右翼，因此德軍再度重新佈署，把兩個親衛隊師集中至該軍的前導，由其他部隊接手側翼護衛之職。
7月11日清晨5點，「警衛旗隊」師重啟對普洛霍羅夫卡的進攻，該師還必須消滅「十月國營農場」（Совхоз Октябрьский）與252.2號高地的蘇軍抵抗力量，兩地相鄰僅2英里，當地的防禦由增援了蘇軍第9近衛空降師和第301反戰車砲兵團（皆隸屬於第33近衛步槍軍）的第2戰車軍把守。當天一整天的天氣都很糟，大雨和暴風妨礙空軍出擊，戰車和部隊也寸步難行。到了中午，儘管蘇軍重砲猛烈轟炸，「警衛旗隊」師還是打到252.2號高地，並在短暫又血腥的戰鬥後於下午1點完全佔領，「十月國營農場」則一直持續到下午5點才將其控制。由於擔憂兵力逐漸增強的蘇軍第95近衛步槍師（隸屬第33近衛步槍軍）和第2戰車軍殘部將襲擊現在暴露出的側翼弱點，「警衛旗隊」師沒能在當天晚上進一步向前的挺進。另一方面，已渡河的「骷髏」師裝甲擲彈兵因缺乏可支援的戰車，沒能在對陣蘇軍第31戰車軍和第95近衛步槍師時將普肖爾河的橋頭堡進一步擴大，也因為蘇軍徹夜的砲轟，「骷髏」師所建造的戰車渡橋一直到隔天正午才完成，戰車過了橋後很快便紓解了裝甲擲彈兵的困境，但因為下雨導致道路狀況不佳，橋頭堡依舊不能擴大，一直到當天結束時，226.6號高地依舊在蘇軍的控制之下。右翼方面，蘇軍第2近衛戰車軍與第183步槍師（隸屬第48步槍軍）成功遏止了「國家」師向維諾格拉多夫卡前進。
總結7月11日當天的結果，「警衛旗隊」師已深入到蘇軍的第三道防線，且離普洛霍羅夫卡僅剩2英里，但「骷髏」師和「警衛旗隊」師之間出現了長達5公里的間距、「國家」師也因為蘇軍頑強抵抗而相對落後，僅挺進4公里，「警衛旗隊」師的側翼未有充分的掩護。蘇軍第2戰車軍遭到了重創，戰車隊的兵力被消耗殆盡，也擾亂了正為反攻作準備的第5近衛戰車軍團的佈署，其原訂出擊的幾處地點與砲兵陣地在當天晚上被「警衛旗隊」師所佔領。對普洛霍羅夫卡的蘇軍更糟糕的是，擁有100輛戰車與突擊砲的德軍第3裝甲军在當天終於突破了蘇軍第二道防線，並朝蘇軍第69軍團把守的第三道防線前進。當天晚上，豪賽爾麾下擁有294輛戰車與突擊砲的德軍親衛隊第2裝甲軍正為明天消滅集結於普洛霍羅夫卡作準備，其對手——帕維爾·阿列克謝耶維奇·罗特米斯特罗夫也擁有裝備600輛戰車和自走砲強大兵力的第5近衛戰車軍團，也同樣準備對德軍發動大規模攻擊，蘇軍除了籌備了大量的裝甲部隊外，還投入了第33近衛步槍軍與第48步槍軍部份單位作支援。

## 雙方在7月12日的進攻計畫與軍力
對於普洛霍羅夫卡戰役，歷史學家們就戰場的範圍與戰鬥的時間並未有一致的共識，因此各方來源對於蘇德雙方部隊的佈署與實力紀錄均有所差異，史學家對於普洛霍羅夫卡一戰的時間範圍總是在7月9日至17日間取一個範圍，而且各不相同。
許多歷史學家認為本戰役的參戰部隊，德軍應是整個親衛隊第2裝甲軍，蘇軍則是第5近衛戰車軍團、第5近衛軍團，並有著實力已被嚴重削弱的第23近衛步槍軍之支援，如果把10日至12日的戰鬥也算進本次戰役中，還需加入第1戰車軍團的部份單位。有些文獻則將參戰部隊嚴格限制於德軍的「警衛旗隊」師、蘇軍的第29、第18戰車軍，以及一些支援的第33近衛步槍軍部隊；有些文獻則廣泛列入，德軍包括親衛隊第2裝甲師和第3裝甲軍，蘇軍則有第69軍團、第5近衛戰車軍團和第5近衛軍團；有些歷史學家更把普洛霍羅夫卡戰役擴大到整支第4裝甲軍團對上了「沃羅涅日方面軍」下的軍團與軍，還將從草原方面軍調來的單位也列入，將該戰役的規模誇張到約2,000多輛裝甲戰鬥車輛參與的規模。
需特別注意的是，一支部隊可供作戰的戰車數量會因為多種不同因素而有所增減，包括：因為受損而暫時性的損失、因為被擊毀的永久性損失、運到後方維修者、從各戰車單位互相抽調者、收到新戰車者、使用從敵軍俘虜來的戰車者等等，因此可供作戰用的戰車數量不能僅僅從一個單位損失多少輛戰車來判斷。此外，可用的戰車數量的報告幾乎是隨時都在變動的，一般來說，在晚上比較晚發出的報告會比較早或是白天發出者中紀錄有更多可供作戰的戰車數量，這是因為在夜間時，從緊急維修廠中送到一線單位的戰車數量，會比（在夜間）當場無法運作者還要多的緣故，不過通常來說，這兩者的數量差距很小。另一個查明戰車數量的主要困難點是不同的單位、辦公室的參謀們所發出的報表的格式不同，造成這種現象的原因是他們匯編檔案的方式不同，或是缺乏對特定單位的行政管轄權，而此種因素將會使結果的差異變得很大。

### 德軍

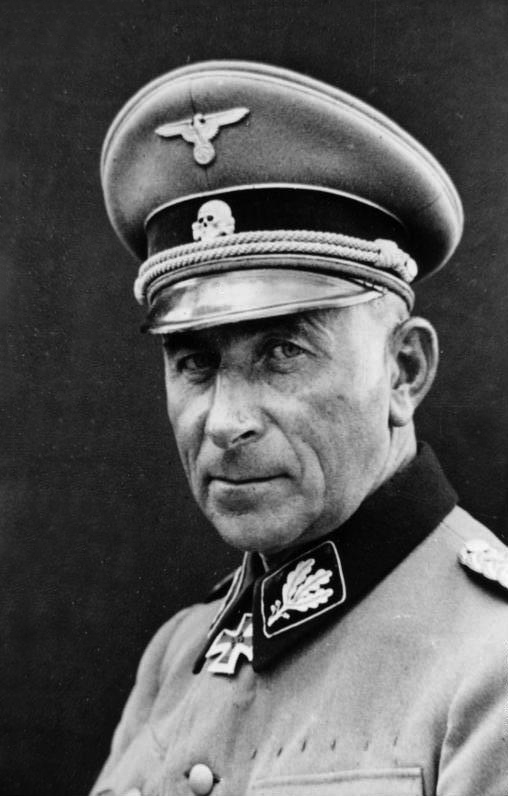
保羅·豪塞爾，親衛隊第2裝甲軍司令。

親衛隊第2裝甲軍司令豪塞爾預定繼續向普洛霍羅夫卡挺進，並於7月11日晚發布明天的進攻命令。豪塞爾知道蘇軍在普洛霍羅夫卡西側坡前建構了大量的反戰車砲火力據點，使「警衛旗隊」師不容易對該地進行直接性的攻擊。因此他命令「骷髏」師去奪取226.6號高地，並沿著普肖爾河朝東北方向前進，再往東南方向打擊普洛霍羅夫卡蘇軍的側翼，同時也能保護到「警衛旗隊」師的左翼。「警衛旗隊」師則要稍微推進，確保普洛霍羅夫卡外圍的斯托羅杰沃耶和拉姆基（Латки），並摧毀蘇軍於普洛霍羅夫卡西側的防禦工事，接著再與「國家」師一起等待「骷髏」師進入預定攻擊位置。為了保護「警衛旗隊」師的右翼，「國家」師的部份單位也將向東推進，奪取普洛霍羅夫卡南方的制高點，再從該地南下轉移、席捲正抵擋第3裝甲軍的蘇軍防線，而第3裝甲軍則一直到15日才與親衛隊第2裝甲軍右翼接觸。
根據德國檔案館的資訊，第4裝甲軍團參謀部於「堡壘行動」前不久發送的報告紀錄中指出，親衛隊第2裝甲軍共有494輛可供作戰的戰車與突擊砲，其中有超過90％在7月5日早上仍是能投入作戰的，這些戰車中也包括數輛特化的指揮戰車。根據檔案館資料，該軍於7月11日可用的裝甲戰鬥車輛為294輛戰車與突擊砲，而其中15輛為「虎式」戰車，而「警衛旗隊」師、「國家」師和「骷髏」師則分別有77、95和122輛戰車與突擊砲，下列分別列出每日晚上這三個親衛隊師所擁有、可供作戰的戰車與突擊砲數量，7月12日晚：「警衛旗隊」師的報告並未發布，而另外兩個師則分別有103和121輛、7月13日晚：70、107和74輛（共251輛）、7月14日晚：78、115和73輛（共266輛）、7月15日晚：85、99和77輛（共261輛）、7月16日晚：96、103和93（共292輛），直至7月16日當天的戰鬥結束，親衛隊第2裝甲軍可供作戰用的戰車數量幾乎和普洛霍羅夫卡戰役開始前相同。
值得注意的還有軍事歷史學家瓦爾特·史考特·杜恩（Walter Scott Dunn）的說法，他稱親衛隊第2裝甲軍在「堡壘行動」展開時擁有456輛戰車和137輛突擊砲，包括僅35輛的「虎式」戰車，並進一步推測「第10裝甲旅」這個單位可能在7月11日增援了親衛隊第2裝甲軍，而德國軍方的檔案中都未提及該單位曾參與普洛霍羅夫卡戰役。根據杜恩的說法，第10裝甲旅創建於1943年6月23日，原為新式的「虎式」戰車的訓練單位，下轄共45輛「虎式」。若將該單位記入親衛隊第2裝甲軍的戰鬥序列中，後者將共計有70輛「虎式」，杜恩認為親衛隊第2裝甲軍於7月11日可用的戰車與突擊砲即便把70輛「虎式」算進去也「遠低於400輛」。

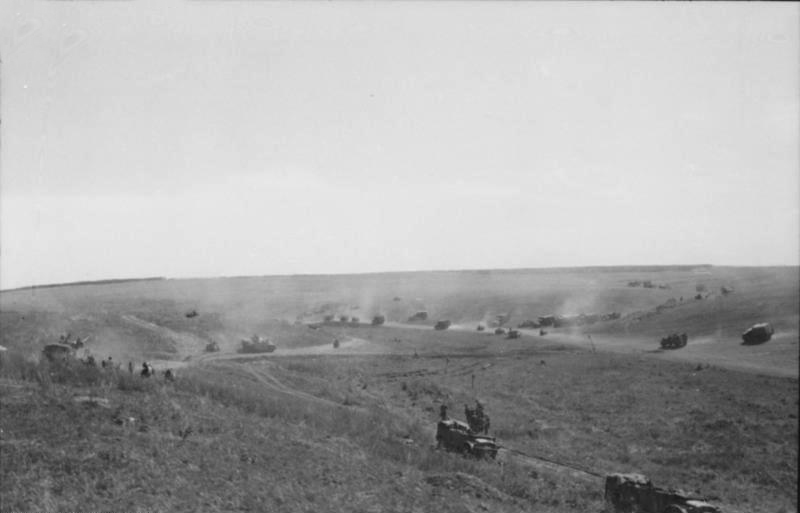
7月11日，正往普洛霍羅夫卡前進的親衛隊第2裝甲軍車隊。

有些歷史學者（無論是西方國家還是蘇聯）或蘇聯軍方都會過度估計德軍於普洛霍羅夫卡戰役中投入的戰車數量，範圍區間約在500到900輛，甚至稱其中還有「斐迪南式」驅逐戰車，但這種說法完全錯誤，不僅是「斐迪南式」全都只被佈署在北部戰線的第9軍團下，連親衛隊第2裝甲軍在「堡壘行動」前都不曾收到過這麼多輛戰車。
至於7月11至13日期間第3裝甲軍的裝甲部隊實力，一般估計約在100輛戰車與突擊砲左右。根據7月11日早上「肯夫特遣軍團」參謀部的報告，第3裝甲軍擁有116輛可供作戰的戰車與突擊砲，且該數據還未列入第228突擊砲營的兵力，只知道該營在7月12日早上時的裝甲部隊兵力為19輛突擊砲，但第3裝甲軍其他單位於同一時段所擁有的裝甲兵力卻不得而知，總結來說，第3裝甲軍在7月12日當天是不可能派出超過135輛戰車與突擊砲來加入普洛霍羅夫卡戰役的。
空中武力方面，德軍在庫斯克突出部南方佈署的是第4航空隊下轄的第8航空軍（由漢斯·賽德曼指揮），他們的主要任務是支援親衛隊第2裝甲軍，另外還有配置兩個聯隊——第3與第52戰鬥機聯隊去協助第48裝甲軍突破。根據美國空軍於1967年發布的研究報告，第8航空軍於1943年7月1日共擁有1,100架飛機，二戰軍事航空學者克里斯特·伯格斯特龍則提出7月5日時該航空軍擁有966架作戰飛機的數據。不過值得一提的是，雖然「堡壘行動」開戰第一週德國空軍的損失相對較少，但因為燃油、潤滑油、備料長期缺乏，也嚴重限制了實際上可供作戰的飛機數量。

### 蘇軍

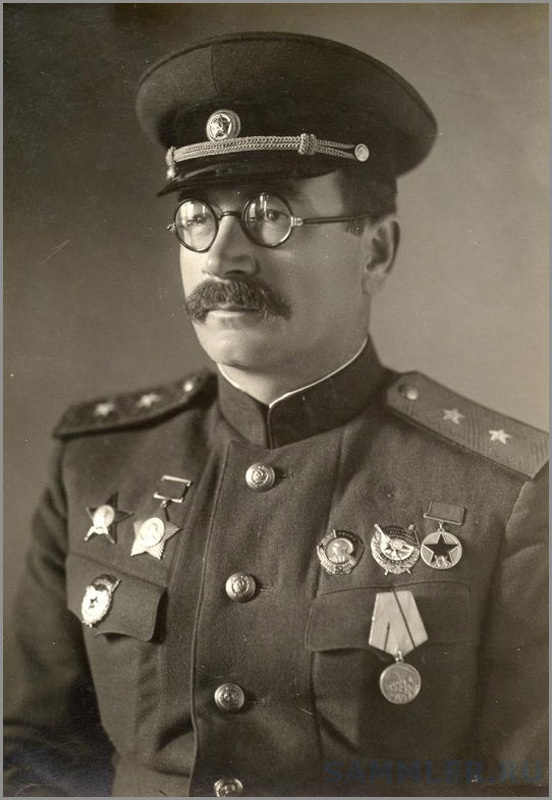
帕維爾·阿列克謝耶維奇·罗特米斯特罗夫，蘇軍第5近衛戰車軍團司令。

7月11日，瓦圖京命令沃羅涅日方面軍於12日對曼斯坦的南方集團軍發起總攻勢，由此配合北面發動驅逐奧廖爾一帶德軍的攻勢——「庫圖佐夫行動」。蘇軍投入了第1戰車軍團、第6近衛軍團、第5近衛軍團和第5近衛戰車軍團奉命攻擊第4裝甲軍團，第7近衛軍團則攻打「肯夫特遣軍團」。
第5近衛戰車軍團是蘇軍於普洛霍羅夫卡的主力戰車部隊，其將重點放在由自戰略預備隊中調來的第29和第18戰車軍對「警衛旗隊」師的攻擊，這兩支蘇軍部隊擁有本次攻擊中佔最多數量的戰車，第18戰車軍下轄190輛、第29戰車軍則有212輛戰車與自走砲，而對這兩個戰車部隊提供步兵支援的是第9近衛空降師。從位置上來看，第18裝甲軍將直取「骷髏」師的親衛隊第6裝甲擲彈兵「艾克」團（Eicke）之右翼，而在第5近衛戰車軍團東南方，羅特米斯特洛夫佈署了第2近衛戰車軍殘存的120輛戰車。第2近衛戰車軍將在第2戰車軍殘部的支援下攻擊「國家」師，並由第183步槍師提供步兵支援。第5近衛戰車軍團左翼將由第33步槍軍的第42、第95近衛步槍師阻擋「骷髏」師的進攻，由第31戰車軍殘部、受到重創的第23近衛步槍軍的第52近衛步兵師支援。第5近衛機械化軍並沒有南下戰鬥，而是作為預備隊駐於普洛霍羅夫卡西北方，該軍共有113輛戰車與自走砲，其下轄4個旅中的2個（第11和第12戰車旅）被派去南下支援第69軍團。瓦圖京強調，必須摧毀普羅霍羅夫卡一帶的德軍，而不能讓其向南方撤退。
另一方面，一路北上前進著的第3裝甲軍成了羅特米斯特洛夫的反攻計畫的一大威脅。7月11日深夜，蘇軍指揮部獲悉德軍已橫渡了北頓涅茨河勒札維茲的渡口，這直接威脅到第5近衛戰車軍團的側翼。7月12日早，瓦圖京再命令羅特米斯特洛夫撥出第7近衛軍團和第69軍團（接收了10個反戰車團的增援），前去對抗第3裝甲軍，後者立即組織一支特遣部隊，由其副手特魯法諾夫（K. G. Trufanov）將軍指揮，下轄單位有第2近衛戰車軍抽調的第26戰車旅、從第5近衛機械化軍抽調的第11與第12近衛機械化旅和第5近衛戰車軍團的第53近衛戰車團，另外還在南下途中自預備隊抽調許多單位併入。可以說在普洛霍羅夫卡之戰開打前，羅特米斯特洛夫已動用了超過半數的預備隊來策劃另一支重點攻擊。

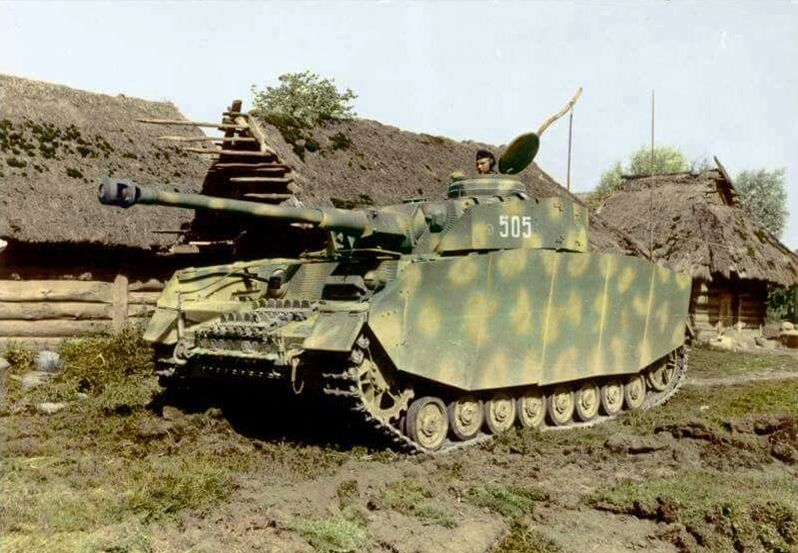
圖為一輛在蘇聯作戰的四號戰車H型，由於外觀與四號戰車的早期型號大不相同，在煙消瀰漫的戰鬥中，蘇軍戰車兵容易將其誤認為「虎式」或「斐迪南式」，而羅特米斯特洛夫就是在這種誤報中設定針對上述兩種戰車的反制戰術。

在戰車數量方面，第5近衛戰車軍團在7月12日戰鬥開始前共有793輛戰車、37至57輛自走砲，總計約830至850輛裝甲戰鬥車輛，其中約三分之二為T-34戰車，其餘為T-70戰車，以及35輛的「邱吉爾」戰車。蘇軍第5近衛戰車軍團將新加入的第2近衛戰車軍、第2戰車軍、第5近衛機械化軍等戰略預備隊單位留著，沒有全數投入，7月12日當天面對親衛隊第2裝甲軍的裝甲戰鬥車輛只有616輛戰車和自走砲。另外在第5近衛戰車軍團要發動突擊時還加入了5個砲兵團、1個砲兵旅、1個防空砲兵師。
需要注意的是，蘇軍方面大大高估了德軍擁有的「虎式」戰車與「斐迪南式」驅逐戰車的數量，這某種程度上也是因為德軍大量的四號戰車升級為H型，裝上了裝甲襯裙和75公釐戰車砲，整個砲塔變成方形，在煙消瀰漫的戰鬥中，蘇軍戰車兵容易將其誤認，也因為這樣，羅特米斯特洛夫制定7月12日攻勢使用的戰術時，命令他麾下的戰車高速衝向德軍裝備長射程的88公釐主砲的「斐迪南式」以及「虎式」，希望高機動性的T-34與T-70戰車能衝到德軍重型戰車旁，從其側面裝甲加以摧毀。然而正如上述所提的，南線德軍的「虎式」實際上很少，「斐迪南式」甚至一輛也沒有，而羅特米斯特洛夫的衝鋒戰術對編隊陣型與戰術協同能力有害，在碰上有充分機動能力的德軍戰車（如三號或四號戰車）也會有反效果。
空中支援方面，瓦圖京集結了在德軍第48裝甲軍以西的蘇聯空軍部隊，包括第2航空軍團與第17航空軍團，這兩支單位也在前一週的戰鬥中深受重創。7月12日時，第2航空軍團有472架飛機、第17航空軍團有300架可供作戰。然而絕大部分的空中武力都去對付北部的第48裝甲軍和南部的第3裝甲軍，可用來支援第5近衛戰車軍團的飛機實際上相當有限。

## 主要戰鬥（7月12日）

### 地面戰事

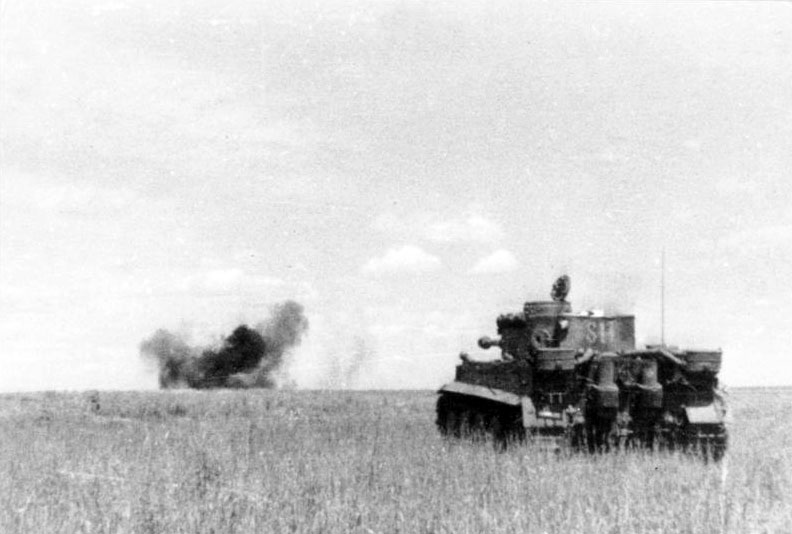
一輛「虎式」戰車從遠處擊毀一輛蘇軍戰車，前者裝備的88公釐戰車砲可以從2,000公尺（一般都會拉近到1,800公尺）遠擊穿蘇軍T-34戰車的正面裝甲，而後者必須逼近到500公尺的距離內才能擊毀「虎式」的裝甲。

7月12日清晨5點45分，「警衛旗隊」師部開始收到眾多戰車引擎聲的報告，認為蘇軍正戰車準備發動進攻。大約在6點50分時，「警衛旗隊」師下屬的第1親衛隊裝甲擲彈兵團略為推進，驅趕斯托羅杰沃耶的蘇軍步兵，而第2親衛隊裝甲擲彈兵團則從「十月國家農場」散開。蘇軍在約8點時開始進行重砲轟炸，在砲擊於8點半結束時，羅特米斯特洛夫立即發出代號「鋼鐵」的進攻命令，第5近衛戰車軍團成群的戰車便開始向前奔馳。
5個蘇軍戰車旅往「警衛旗隊」師和「國家」師方向衝去，每個旅都有60到68輛T-34和T-70。許多蘇軍戰車上都載著了第9近衛空降師的步槍兵。起初，「警衛旗隊」師沒有馬上進入臨戰態勢，由於連續數星期的激烈戰鬥，該師官兵已過於疲勞，蘇軍本次的攻擊很大程度上使其措手不及，「警衛旗隊」師下的一名連長——魯道夫·馮·里賓特洛甫（德國外交部長的長子）日後表示當時蘇軍裝甲部隊突擊的規模令人驚訝。大約有500輛戰車與自走砲，分成430輛和70輛兩次梯隊對親衛隊第2裝甲軍連續攻擊，他趕緊下令麾下的7輛四號戰車越過反戰車壕的橋樑，並於252.2號高地的低坡處散開，並馬上與第29戰車軍的第31和第32戰車旅相衝突。里賓特洛甫描述當時的情境：「從我們面前大概150到200公尺外出現了15，接著30、40輛戰車，最後數量多到無法計算。T-34戰車高速向我們衝過來，而上面則滿載著步兵。」
依照羅特米斯特洛夫的命令，蘇軍戰車一邊開火，一邊快速逼近252.2號高地西側坡的德軍裝甲連，爆發了激烈的戰車大戰。蘇軍戰車隊的主力——擁有大約400輛T-34和T-70戰車的第29與第18戰車軍都被用來攻擊「警衛旗隊」師，第2近衛戰車軍和第2戰車軍則攻擊「國家」師，「骷髏」師則對付有著第95近衛和52近衛步槍師支援的第31戰車軍，第5近衛機械化軍剩餘單位則留作預備隊，在戰鬥過程中，第29戰車軍攻進了「警衛旗隊」師的幾處陣地，但又很快被德軍砲兵與裝甲部隊所消滅。在三小時的交戰後，德軍第1裝甲團擊退了蘇軍，並在報告中稱摧毀約62輛戰車。中午過後，第31戰車旅和第53摩托化旅遭遇親衛隊第1裝甲偵搜營的部份單位，並抵達了「共青團國家農場」，威脅到「警衛旗隊」師與後方241.6號高地的師指揮部之間的聯絡。蘇軍戰車隊攻擊了親衛隊第1裝甲砲兵團，殺傷了一批車員，之後後者才以直瞄射擊和反戰車部隊將其消滅。
親衛隊少尉米歇爾·魏特曼手下的4輛「虎式」戰車支援其偵搜隊，以保衛「警衛旗隊」師左翼，接著便遭遇了第18戰車軍的第181戰車旅。在三小時的戰鬥中，「虎式」一直於1000公尺的距離開火擊毀蘇軍戰車，後者因此遭到重創而被擊退。之後，第170戰車旅的下屬單位與親衛隊第1裝甲團交火，而後者此時正與第31和第32戰車旅戰鬥中。儘管在戰鬥中指揮員陣亡、損失約30輛戰車，中午過後第170戰車旅還是迫使親衛隊第1裝甲團撤退至「十月國家農場」，並打到親衛隊第1裝甲偵搜營的陣地。大約下午6點，第170與第181戰車旅滲透到德軍「骷髏」師與「警衛旗隊」師之間的空隙。有著突擊砲和戰車支援的「骷髏」師「艾克」團擊退了蘇軍的攻擊，重新建立防線，迫使蘇軍戰車撤退至安德烈耶夫卡。蘇軍的戰車隊進攻在橫跨252.2號高地下坡時被底部的反戰車壕打亂，許多戰車都摔進了15英呎深的壕溝裡，其他車輛則要繞開，沿著壕溝邊界尋找可通過之處。壕溝兩側的蘇軍戰車和兩個親衛隊裝甲擲彈兵連激烈地交火。最終。由於蘇軍沈重的壓力和暴露出的側翼危險，「警衛旗隊」師從「十月國家農場」進行戰術性撤退，於南方1（0.62英里）處建立一條更為堅實的防線。
7月12日當天的戰鬥後，「警衛旗隊」師並未佔領預定目標，但也未被擊敗。該師左翼的「骷髏」師也在一點左右佔領了226.6號高地，並沿著普肖爾河前進著，大約在普洛霍羅夫卡西北方5英里處，準備對當地的蘇軍從側翼加以包抄。「國家」師則因為第2近衛戰車軍和第2戰車軍的攻擊而被迫防守，未能執行預定的攻勢作戰。蘇軍方面，羅特米斯特洛夫的第5近衛戰車軍團下轄所有戰車單位損失都非常慘重。羅特米斯特洛夫後來寫道：「7月12日，第29戰車軍損失了60％、第18戰車軍損失了30％的裝甲戰鬥車輛。」當天戰鬥結束後，第5近衛戰車軍團的損失已經大到令其無法進行任何攻勢行動，羅特米斯特洛夫便下令第18、第29戰車軍轉為防禦，並支援其步槍兵。蘇軍開始挖戰壕，把戰車埋起來、鋪設新的雷區、構築反戰車砲防區和集結火砲。第5近衛機械化軍下轄的第10近衛機械化和第24近衛戰車旅則做好明早將「骷髏」師擊退的準備。當晚，史達林派遣朱可夫作為最高統帥部的代表來到瓦圖京的司令部，以協調「沃羅涅日方面軍」和「草原方面軍」的行動。另外值得一提的是蘇軍戰車兵「衝鋒戰術」的成效，由於德軍「虎式」戰車的數量實際上遠低於蘇軍的估計，結果遭到德軍反制，大批蘇軍戰車在狹窄的地形中挺進，機動空間很有限，許多戰車試圖繞過被擊毀的車輛，結果許多都撞在一起，許多騎乘於車上、毫無防護的蘇軍步槍兵的處境更糟糕，即使能從被炸毀的戰車逃脫，仍會被後方成群駛來的裝甲戰鬥車輛所輾斃。蘇軍戰車進行高速的行進間射擊命中率也非常低。整體來說，7月12日的交戰結果相當災難性，但蘇聯方面仍宣傳獲得了偉大的勝利，並非常誇大地公佈德軍損失300輛裝甲戰鬥車輛，包括70輛「虎式」。

### 空戰
在蘇德裝甲部隊於地面交鋒的同時，普洛霍羅夫卡空中也有相應的戰鬥。蘇聯空軍首次在庫斯克的出擊次數超過了德軍，當天蘇軍第2與第17航空軍團一共出動了893次，而德軍第8航空軍則為654次。然而大部分的蘇聯空軍都是去對付位於西方的第48裝甲軍以及南方的第3裝甲軍。
當天清晨的雲層高度很低，下午還下了大雷雨，限制了蘇德雙方在普洛霍羅夫卡的航空作戰。在普洛霍羅夫卡的空域上，德國空軍取得了制空權，Ju 87俯衝轟炸機機群，包括數架裝備實驗性質的3.7-（1.5-英寸）反戰車BK 37機砲的G-2型，連同Fw 190戰鬥轟炸機和裝備3-（1.2-英寸）反戰車砲的Hs 129攻擊機都猛烈攻擊蘇軍戰車隊。蘇軍第31戰車旅的報告中提到「我們的戰車因為敵軍的火砲和飛機而遭遇了嚴重的損失。上午10點30分，我們的戰車抵達了『共青團國家農場』，但由於連續不斷的空中攻擊，它們無法繼續前進，只能轉為防禦。」戰車旅也同樣報告「我們一直到下午一點前都完全沒有空中掩護」，第5近衛戰車軍團方面則紀錄道：「敵軍飛機在整場戰鬥中幾乎都『盤旋』在我軍部隊的頭頂上，而我們自己的飛機，特別是戰鬥機根本不足以應付。」

## 「羅蘭行動」與「堡壘行動」終止

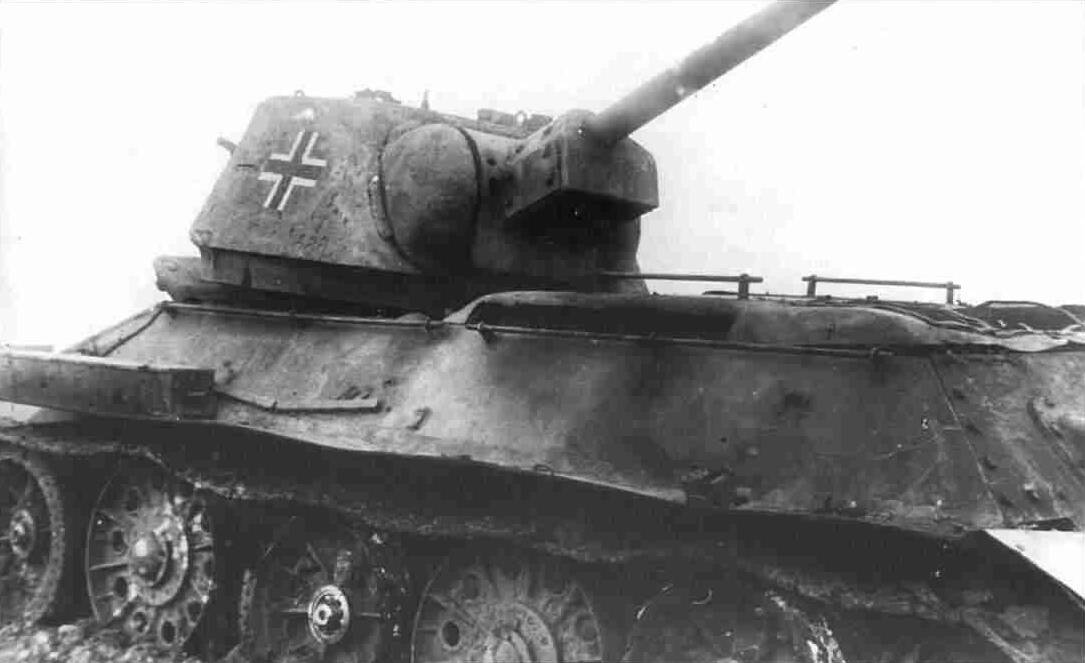
這輛隸屬於「國家」師的T-34戰車於「羅蘭行動」中被蘇軍的反戰車砲擊毀。

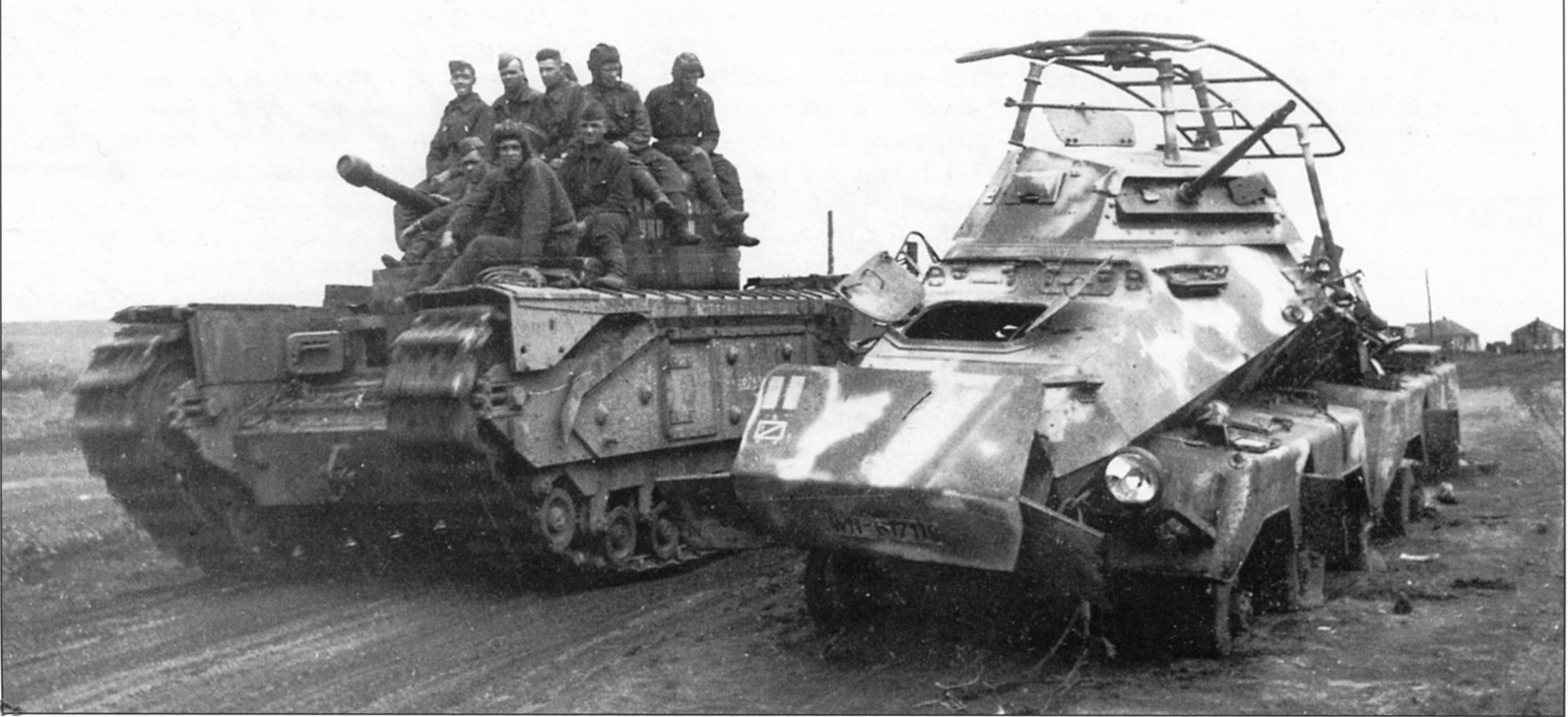
7月17日，蘇軍於南方發動大規模反攻，圖為攻勢期間一輛隸屬蘇軍的「邱吉爾」戰車，經過一輛德軍的SdKfz 232裝甲車（注意該車的輪胎已被火燃盡）。

瓦圖京於12日晚上命令，擁有與親衛隊第2裝甲軍和第3戰車軍面對的所有蘇軍在隔天都轉為防禦。第1戰車、第6近衛軍團和第32近衛步槍軍（隸屬第5近衛軍團）則繼續攻擊第48裝甲軍。蘇聯空軍也繼續執行對第3裝甲軍的任務。親衛隊第2裝甲軍則命令隔天「骷髏」師要去鞏固前一天取得的成果，接著渡過普肖爾河一直往西北前進，攻擊普洛霍羅夫卡蘇軍的側翼。「警衛旗隊」師增強前線兵力， 從南部出發，協同與從西北方來的「骷髏」師，直接攻擊普洛霍羅夫卡，「國家」師的任務則是鞏固和強化其正面，並為與第3裝甲軍合流的攻勢作戰做準備。
7月13日早，蘇軍對「骷髏」師展開威力偵查，下午過後，此一行動已轉化為由第5近衛機械化軍和第33近衛步槍軍進行的局部反攻，主要瞄準「骷髏」師的左翼攻擊，以阻止其攻擊普洛霍羅夫卡。中午，「警衛旗隊」師收到了新命令，將前往普洛霍羅夫卡以西普肖爾河，與「骷髏」師會合，但也遭遇到由第18、第29戰車軍和第33近衛步槍軍重兵把守的堅強據點，其進攻被遏止。下午，「骷髏」師接獲命令，放棄當前狹小的突出部佔領地，並退回到靠近普肖爾河、可固守的陣地。入夜後，儘管蘇軍持續嘗試包圍「骷髏」師，但後者依舊成功撤退，該師因此放棄了7月12日奪佔來約一半的領土。
隨著7月9日至10日夜間英美聯軍登陸義大利西西里島、7月12日動用預備隊於庫斯克南翼發動大規模反攻以及於同日在北面展開的「庫圖佐夫行動」，希特勒於13日在「狼穴」召集曼斯坦和克魯格，下令終止「堡壘行動」，克魯格認同此一決定，他也想趕緊將第9軍團從庫斯克突出部撤出，然而曼斯坦與其爭辯，認為他的作戰預備隊——第24裝甲軍已在趕往第一線的路上，第3裝甲軍也即將與普洛霍羅夫卡的親衛隊第2裝甲軍合流，他的部隊正將取得重大突破的成功邊緣，但希特勒不同意他的觀點。曼斯坦因此改而建議在「堡壘行動」完全結束前，至少用他的軍隊來摧毀集結於庫斯克突出部南方的蘇軍，以消耗掉其於夏季剩餘時間裡能夠發動進攻的戰力，希特勒贊同曼斯坦的意見，推延了「堡壘行動」的結束日期，一直到曼斯坦達到其目標為止。南方集團軍的新一波攻勢代號為「羅蘭行動」，「國家」師將攻擊東方、與正在往西北方向進攻的第3裝甲軍取得聯繫，而「警衛旗隊」師與「骷髏」師採取守勢。一旦成功會合，將可包圍親衛隊第2裝甲軍右翼的所有敵軍部隊，兩支裝甲軍接著再一起消滅普洛霍羅夫卡殘存的蘇軍部隊。
「羅蘭行動」於7月14日清晨4點展開，令曼斯坦懊惱的是，希特勒撤回將第24裝甲軍佈署到庫斯克的命令，而將其送至南方集團軍的南翼，該地已可預見蘇軍將發動大規模攻勢。7月15日下午，「肯夫特遣軍團」下轄的第7裝甲師與「國家」師會合，但在包圍完成前蘇軍便快速撤退，行動目標並未達成，「羅蘭行動」並沒有取得決定性的戰果。7月15日晚間，所有還留在普肖爾河北部的「骷髏」師單位開始撤退，「警衛旗隊」師與「國家」師則轉為防守。
7月17日，蘇聯「西南方面軍」與「南部方面軍」跨越米烏斯河與頓涅茨河，對南方集團軍南翼發動大規模攻勢，而當地德軍只有重建過的第6軍團和第1裝甲軍團。因此在7月17日午前，「羅蘭行動」被勒令終止，親衛隊第2裝甲軍開始從普洛霍羅夫卡全面撤退至別爾哥德羅。第4裝甲軍團和「肯夫特遣軍團」則早已做好撤軍準備，自16日晚上即開始進行。散佈於 「國家」師與「骷髏」師之間的「警衛旗隊」師單位被倉促地重新佈署至義大利，另外兩個師則調往南方應付蘇軍的新攻勢。

## 傷亡與損失

### 德軍
德軍的人員損失數據上，根據親衛隊第2裝甲軍醫務檔案，在7月12至16日（含）期間整個親衛隊第2裝甲軍共有2,672人傷亡（陣亡、受傷或失蹤），若不計軍直屬獨立單位的話共2,661人傷亡，僅單12日一天就有842人傷亡（陣亡、受傷或失蹤），而第3裝甲軍的報告中則知道7月5日至20日（含）間整個第3裝甲軍共有8,489人傷亡（陣亡、受傷或失蹤）。同樣取自於德軍方面的檔案來源，得知第2親衛隊裝甲軍在5日至20日期間的傷亡中約有32.9％是於12至16日期間遭受的，若以同樣的比例估計，第3裝甲軍應也在12至16日損失了2,790人。然而，並非所有的第3裝甲軍部隊都參加了普洛霍羅夫卡戰役，一直到「羅蘭行動」前，普洛霍羅夫卡戰役附近也沒有該軍的單位。
戰車的損失數據方面，歷史學家們自1980年代所出版的著作中即因德軍計算方式而有多種不同的數字，部份原因是因為德軍在報告中只會紀錄徹底被摧毀和被放棄留下的裝備才會列入「損失」，其他僅毀損的則是列入可修補的範圍，且德軍一直控制普洛霍羅夫卡到7月17日，有時間可以修復很多裝備，因此並未上報為「損失」。有些裝備嚴重受損，不得不用船運送回德國廠房內維修，而其中又有一些是永遠無法修復的。需要兩到三星期才能修復的裝甲車輛通常被分類為「長期損壞」，不過從軍事作戰的角度來看，無法在作戰期間投入使用的「受損」裝備與被「摧毀」實際上並沒有多少差別。根據親衛隊第2裝甲軍和第4裝甲軍團的檔案紀錄，前者在7月5日至23日（含）損失了共36輛戰車與突擊砲，而其中有19輛是7月12日以前損失的，因此12日至23日期間，親衛隊第2裝甲軍不可能損失超過17輛戰車與突擊砲，在此期間發生的普洛霍羅夫卡戰役也理應如此。從裝甲兵總監辦公室調來的南方集團軍檔案及第4裝甲軍團的資料來看，已知第3裝甲軍於7月11日至20日永久損失了37輛戰車與突擊砲，因此該軍不可能在普洛霍羅夫卡戰役中永久損失超過37輛裝甲戰鬥車輛，且該軍也沒有全部單位都參與該戰役。
至於7月12日當日的戰鬥，德國歷史學家卡爾-海因茲·福萊瑟提出德軍親衛隊第2裝甲軍應有3到5輛戰車為永久性損失的數據，這些永久毀損的戰車中有3輛隸屬親衛隊第1師，分別為1輛虎式和2輛四號戰車，而軍事歷史學家瓦爾特·鮑曼（Walter Bauman）則在著作中提出7月12日當天，親衛隊第1師永久損失了4輛戰車的數據，同時該著作也聲稱整個第2裝甲軍在當天應共永久損失6輛戰車，但需注意的是，該著作並未將一號戰車、二號戰車和突擊砲列入德軍損失的戰車總數中。另外，根據幾位21世紀的二戰歷史學家的估計，親衛隊第2裝甲軍於7月12日應共損失（包括部份受損和永久性損失）60至90輛戰車與突擊砲，甚至有學者給出了損失超過150輛的數據。根據親衛隊第2裝甲軍的檔案資料，7月12日，親衛隊第1和第2師有41輛戰車與突擊砲被歸類為「長期損壞」，另有67輛受損的戰車與突擊砲則為「短期損壞」。而根據鮑曼的著作，德軍在7月12日於南翼的全部兵力共有89輛戰車受損，此數並不包括永久性損失，也未列入一號、二號戰車與突擊砲。帕維爾·阿列克謝耶維奇·罗特米斯特罗夫估計德軍在7月12日與第5近衛戰車軍團的交鋒中應損失了350到400輛戰車，包括70輛虎式和3,500到10,000名人員，而蘇聯總參謀部的一份研究報告中則估計德軍在12日至16日的普洛霍羅夫卡戰役應損失300輛戰車、20輛突擊砲、超過200門火砲、500輛摩托化軍輛和超過4,500人。
空軍方面，自7月5日至8日，根據德國空軍後勤部的報告指出第8航空軍共損失41架飛機，儘管9日至11日期間損失的數據並不精確，但後勤部仍給出了在該時段損失僅28架的數據，另外該來源也指出7月5日至31日其天，整個庫斯克突出部南翼方面德軍共損失了220架飛機。

### 蘇軍
要估計參與普洛霍羅夫卡戰役的蘇軍人員傷亡是非常困難的事情，格里戈里·柯圖諾夫（Grigoriy Koltunov）與鮑里斯·索羅夫耶夫（Boris Soloviev）認為第5近衛戰車軍團在7月5日至23日期間共有14,000名人員傷亡，塞特林（Zetterling）與法蘭克森（Frankson）估計第69軍團、第5近衛軍團和第5近衛戰車軍團於12日至16日有18,940人屬不可恢復減員或衛生減員。若僅計算7月12日一天，伯格斯特龍估計蘇軍在普洛霍羅夫卡的人員損失應高達5,500人。
7月17日，第5近衛戰車軍團司令部給出一份報告，總結了7月12至16日（含）期間麾下5個軍以及師、旅及各直屬單位的戰鬥損失，其中之無法修復的損失有222輛T-34、89輛T-70、12輛「邱吉爾」、8輛SU-122、3輛SU-76和240輛各型支援車輛，而還在維修中的受損車輛包括：143輛T-34、56輛T-70、輛7「邱吉爾」、3輛SU-122和3輛SU-76，其他各型支援車輛則沒有數據。人員傷亡方面，共2,940人陣亡、3,510人受傷和1,157人失蹤。總計下來，蘇軍共有334輛無法修復、212輛尚可修復的戰車與自走砲之損失，以及共7,607人傷亡。
蘇軍損失車輛的數據依各方文獻而不同，鮑曼於著作中提出7月12日蘇軍在第2近衛、第18和第29戰車軍總共有144輛戰車屬無法修復的損失，而其中並未提及自走砲的損失數量；柯圖諾夫與索羅夫耶夫則認為第5近衛戰車軍團於7月12日應損失約300輛戰車與自走砲（此數包括受損與不可修復者）；大衛·M·葛蘭茨與乔纳森·豪斯（Jonathan House）則估計，第5近衛戰車軍團在7月12日時，其進行攻擊的800多輛戰車應至少損失400輛（此數包括受損與不可修復者）；喬治·尼佩（George Nipe）則認為裝甲車輛的損失（受損與被破壞者）應為600到650輛。

## 結果
普洛霍羅夫卡之戰可視作德軍戰術上的勝利，但並未取得作戰上的成功。大量的蘇軍戰車被德軍所毀、第5近衛戰車軍團的打擊力量暫時被削弱，但德軍始終無法拿下普洛霍羅夫卡或是突破到開闊地。對蘇軍而言，7月12日的大規模裝甲攻擊行動未能摧毀親衛隊第2裝甲軍或是迫使其轉為防禦，但也令德軍部隊極度疲憊，其攻勢也被遏止。無論是蘇軍的第5近衛戰車軍團還是德軍的親衛隊第2裝甲軍都沒有在本戰中達到各自的目標，此戰一般被認為是德軍令蘇軍戰車兵力受到大量的損失，因此德軍獲得戰術上的成功，然而由於德軍始終無法在普洛霍羅夫卡取得突破，隨著「堡壘行動」的結束，戰略主動權也跟著轉移到蘇軍手中，並再也沒有易手過。

## 註解
1. ↑  歷史學家對普洛霍羅夫卡戰役發生時間一般訂於7月9日至17日之間，對於細部的時間段劃分則有所分歧[1][2][3]，主要戰鬥發生於7月12日。7月9日，親衛隊第2裝甲軍收到了進攻普洛霍羅夫卡的命令，進攻開始時間則為7月10日早上[4][5]。7月17日，親衛隊第2裝甲軍收到命令，終止所有在普洛霍羅夫卡的作戰，並開始從庫斯克突出部撤退到別爾哥德羅[6][7]。
2. ↑  在7月12日當天，只有親衛隊第1師「阿道夫·希特勒警衛旗隊」正直接進攻普洛霍羅夫卡，另外兩個親衛隊師的任務是保衛該師的左右兩翼[16]，後兩者的作用對「警衛旗隊」師非常重要，並直接影響之後的戰事發展[17]，若親衛隊第2師「國家」與第3師「骷髏」佔上風，將能迫使阻擋「警衛旗隊」師撤退，不然就將其圍殲；反過來說，倘若這兩個親衛隊師被擊退了，將會使「警衛旗隊」師陷入孤立，其進攻都會形成無人保護側翼的突出部[17]。
3. ↑  第3裝甲軍並沒有完全參加普洛霍羅夫卡戰役，其主要作用為該戰役後期的德軍攻勢「羅蘭行動」中支援親衛隊第2裝甲軍的右翼而已[18]。第3裝甲軍的先頭部隊在7月12日當天還在普洛霍羅夫卡南方12英里處，一直到15日才與親衛隊第2裝甲軍合流[19]。下方列出單位不含該軍直屬的團、營以及其他編制更小的下級單位[20]。
4. ↑  下方列出所有從屬於「草原方面軍」的單位都在7月12日時由「沃羅涅日方面軍」指揮，也只列出與普洛霍羅夫卡戰役有關的單位。
5. ↑  該單位於7月11日自草原方面軍調至沃羅涅日方面軍[21]，下列為7月12日當時的下轄各軍級單位[22]，但並未列出各軍團司令部直屬的師、團、營以及其他編制更小的下級單位[21]。
6. 1 2  該單位於7月10日自第1戰車軍團轄下轉至第69軍團，接著又於11日調至第5近衛戰車軍團[23]。
7. 1 2  該單位於7月11日調至第5近衛戰車軍團[24]。
8. 1 2  該單位下屬的4個旅級單位——第10、第11和第12近衛機械化旅和第24近衛戰車旅中調出兩個旅去南方封鎖德軍第3裝甲軍，留下第10近衛機械化旅與第24近衛戰車旅於普洛霍羅夫卡，因此第5近衛機械化軍在本次戰役中從未以完整的實力接戰過[25][26][24]。
9. ↑  該單位於7月8日自「草原方面軍」的戰鬥序列調至「沃羅涅日方面軍」下[27]，其下屬兩個軍中只有一個（第33近衛步槍軍）參與了普洛霍羅夫卡戰役[28]，而另一個（第32近衛步槍軍）則佈署到更西方，在奧博揚東南方數英里處[29]。下方列出單位不含該軍團直屬的師、團、營以及其他編制更小的下級單位[27]。
10. ↑  下列只列出該方面軍與普洛霍羅夫卡戰役有關的單位。
11. ↑  該單位於7月8日自第5近衛軍團的戰鬥序列調至第1戰車軍團下[30]，且並未該軍所有單位都參加了普洛霍羅夫卡戰役[31]。
12. ↑  第6近衛軍團在德軍展開「堡壘行動」時首當其衝，因此在普洛霍羅夫卡戰役爆發時，其實力已受到重創[28]。
13. ↑  7月6日時，該軍團下有3個軍——第35近衛、第48和第49步槍軍。7月7日時，第49步槍軍轉由第7近衛軍團指揮。此外，直屬於第69軍團的師、團、營級下屬單位並未列出[24]。
14. ↑  另請參閱：布羅迪戰役、拉塞尼艾戰役、良木行動（英语：Operation Goodwood）、戈蘭高地戰役等條目。
15. ↑  事實上，到了普洛霍羅夫卡當地爆發大戰的7月12日時，第3裝甲軍的先鋒部隊都還在該地以南9至12公里（5.6到7.5英里）處[99][100]。
16. ↑  到了7月12日一早，該軍先頭部隊已離普洛霍羅夫卡僅12英里遠[19][133]。
17. ↑  根據羅特米斯特洛夫的資料，第2戰車軍在7月11日當天結束時幾乎所有的戰車部隊都被德軍所消滅，故在7月12日的戰鬥中其殘部只能擔任防守側翼的任務，對整個戰車戰的貢獻非常有限[127]。
18. ↑  德軍於7月9日發出攻擊普洛霍羅夫卡的命令，攻擊行動則在隔天早上開始[136][4][5]，而在7月17日，親衛隊第2裝甲軍被命令中止在普洛霍羅夫卡的所有行動，並開始從庫斯克突出部撤退到別爾哥德羅[6][7][136]。
19. ↑  羅特米斯特洛夫聲稱德軍在普洛霍羅夫卡投入了約700輛戰車與突擊砲[152]，蘇軍總參謀部對庫斯克戰役的報告中指出德軍（親衛隊第2裝甲軍與第3裝甲軍）在普洛霍羅夫卡共有600輛戰車，包括100輛的「虎式」和「斐迪南式」[153][152]。有些蘇聯和西方歷史學家會引用蘇聯方面的數據，把親衛隊第2裝甲軍所擁有的戰車兵力誇大到500到700輛，甚至是900輛[152][154]。
20. ↑  蘇軍總參謀部的報告中曾稱7月12日時親衛隊第2裝甲軍和第3裝甲軍共有100輛「斐迪南式」以及「虎式」[153]，但實際上當天這兩個軍一輛「斐迪南式」都沒有，「虎式」在7月11日晚上統計時也才15輛[181][150]。

## 註腳
1. ↑  Zamulin（2011年），第516页
2. 1 2 3 4  Glantz & House（2004年），第151页
3. 1 2 3 4 5 6  Zetterling & Frankson（2000年），第107页
4. 1 2 3  Glantz & House（2004年），第146页
5. 1 2 3  Clark（2012年），第337、341页
6. 1 2 3  Glantz & House（2004年），第223页
7. 1 2 3 4 5  Zetterling & Frankson（2000年），第98页
8. ↑  Healy（2008年），第34页，引言：「一場德軍局部的戰術性勝利。」
9. ↑  Clark（2012年），第408页，引言：「儘管親衛隊第2裝甲軍在普洛霍羅夫卡的巨大裝甲戰交鋒中取得了戰術上的勝利，豪塞爾的部下們仍無法改變整場戰役的進程。」
10. ↑  Showalter（2013年），第269页，引言：「武裝親衛隊贏得了7月12日當天的戰術勝利。」
11. ↑  Nipe（2012年），第86页，引言：「「骷髏」師擴展了普肖爾的小型橋頭堡以及「國家」師在普洛霍羅夫卡南方邊境的挺進充其量僅為戰術性勝利，但不具有任何決定性。」
12. ↑  Showalter（2013年），第269页，引言：「不過，作戰（譯註：主動權）掌握在蘇軍手中。」
13. ↑  Zamulin（2011年），第561页，引言：「（譯註：蘇軍的）反攻並未達到最初的目標，敵軍（親衛隊第2裝甲軍）並未被徹底打敗，但也阻止了其攻入普洛霍羅夫卡的行動被中止。」
14. ↑  Healy（2008年），第347页，引言：「在具更宏大的戰略攻勢背景下，德軍在這場衝突（譯註：指普洛霍羅夫卡戰役）中的戰術性勝利並未超過局部的範圍……它（譯註：指普洛霍羅夫卡戰役之結果）對於實踐「堡壘行動」裡的任何目標不具任何意義或幫助，此時從任何意義上它也已經失敗。」
15. ↑  Zetterling & Frankson（2000年），第108页，「若我們單看這五天戰線的變化，可以說德軍獲得了某種程度的成功……然而若我們比較德軍奪取普洛霍羅夫卡的戰鬥命令與其結果可清楚得知其並未達成目標。蘇軍則想將親衛隊第2裝甲軍擊退的企圖失敗了，但至少第5近衛戰車軍團避免了德軍奪下普洛霍羅夫卡。」
16. 1 2 3 4 5 6  Licari（2004年）
17. 1 2 3 4  Clark（2012年），第378页
18. 1 2 3 4 5  Clark（2012年），第398页
19. 1 2 3  Clark（2012年），第384、400-401页
20. ↑  Glantz & House（2004年），第288页
21. 1 2  Glantz & House（2004年），第327页
22. ↑  Zetterling & Frankson（2000年），第48页
23. ↑  Glantz & House（2004年），第318页
24. 1 2 3  Glantz & House（2004年），第321页
25. ↑  Clark（2012年），第379页
26. 1 2 3 4 5 6  Zetterling & Frankson（2000年），第101页
27. 1 2  Glantz & House（2004年），第323页
28. 1 2  Glantz & House（2004年），第167页
29. ↑  Clark（2012年），第230页
30. ↑  Glantz & House（2004年），第324页
31. ↑  Clark（2012年），第349页
32. ↑  Healy（1992年），第77页
33. 1 2 3  Dunn（1997年），第154页
34. ↑  Dunn（1997年），第154页，20公里
35. ↑  Zamulin（2011年），第560页，18公里
36. ↑  Clark（2012年），第165页
37. 1 2  Kasdorf（2000年），第6-8页
38. 1 2 3  Bellamy（2007年），第556页
39. 1 2 3 4  Clark（2012年），第177-178页
40. ↑  Glantz & House（2004年），第25页
41. ↑  Clark（2012年），第187页
42. ↑  Glantz（1986年），第24页
43. ↑  Clark（2012年），第194,196页
44. ↑  Glantz & House（2004年），第51-53页
45. 1 2  Glantz（2013年），第184页
46. ↑  Glantz（1991年1月），第122页
47. ↑  Clark（2012年），第406页
48. ↑  Zamulin（2011年），第29、32页
49. ↑  Clark（2012年），第397、406页
50. ↑  Clark（2012年），第188、190-191页
51. ↑  Glantz & House（2004年），第28-29页
52. ↑  Clark（2012年），第189页
53. ↑  Clark（2012年），第192页
54. 1 2  Glantz & Orenstein（1999年），第41、49页
55. ↑  Glantz（2013年），第195页
56. ↑  Glantz & House（2004年），第3-4页
57. 1 2  Clark（2012年），第407页
58. ↑  Glantz & House（2004年），第269-272页
59. ↑  Clark（2012年），第239页
60. ↑  Zamulin（2011年），第98页
61. ↑  Clark（2012年），第256-260页
62. ↑  Clark（2012年），第283、481页
63. ↑  Dunn（1997年），第127页
64. 1 2  Clark（2012年），第284页
65. ↑  Clark（2012年），第246页
66. 1 2  Clark（2012年），第247页
67. ↑  Zetterling & Frankson（2000年），第30页，根據該部隊1943年7月1日師部的裝甲車輛兵力報告，擁有494輛戰車與突擊砲。
68. ↑  Clark（2012年），第254-255页
69. ↑  Glantz & House（2004年），第112页
70. ↑  Glantz & House（2004年），第123页
71. ↑  Clark（2012年），第260页
72. 1 2 3  Glantz & House（2004年），第113页
73. ↑  Glantz & House（2004年），第113、133页
74. 1 2 3  Zamulin（2011年），第159页
75. 1 2  Glantz & House（2004年），第138-139页
76. 1 2  Clark（2012年），第287-288页
77. 1 2  Nipe（2012年），第72页
78. 1 2  Glantz & House（2004年），第114页
79. ↑  Clark（2012年），第478-484页
80. 1 2 3  Clark（2012年），第297-298页
81. 1 2 3  Glantz & House（2004年），第134页
82. 1 2 3  Glantz & House（2004年），第134-135页
83. 1 2 3  Clark（2012年），第298-299页
84. ↑  Glantz & House（2004年），第135页，提出50輛戰車的損失。
85. ↑  Clark（2012年），第299页，提出德軍在第一波空襲中即令蘇軍損失輛50輛戰車，接著幾次的空襲又令後者再損失30輛。
86. ↑  Glantz & House（2004年），第135页
87. ↑  Bauman（1998年），第8-4、8-5页
88. ↑  Clark（2012年），第68、279页，第68頁的地圖顯示距離約在18到20英里之間。
89. ↑  Glantz & House（2004年），第130页，地圖顯示距離約在18到20英里之間。
90. ↑  Zetterling & Frankson（2000年），第90页，7月7日當天結束時，其距離約28公里。
91. ↑  Bauman（1998年），第8.5、8.6页，約23公里。
92. ↑  Zamulin（2011年），第89-90页
93. 1 2  Clark（2012年），第322-323页
94. ↑  Clark（2012年），第323、327-328页
95. ↑  Glantz & House（2004年），第140、142页
96. ↑  Newton（2002年），第6、72-73、358-363页
97. 1 2 3 4 5 6 7 8 9 10  Brand（2003年）
98. 1 2  Zamulin（2011年），第29-33页
99. ↑  Clark（2012年），第384、400-401页，7月12日早上時約在普洛霍羅夫卡南方12公里處。
100. ↑  Barbier（2002年），第159页，7月12日當晚約在普洛霍羅夫卡以南9.25公里處。
101. ↑  Clark（2012年），第282、407页
102. ↑  Newton（2002年），第76页
103. ↑  Glantz & House（2004年），第140、145-146页
104. ↑  Zamulin（2011年），第170页
105. 1 2  Glantz & House（1995年），第166-167页
106. ↑  Clark（2012年），第335-336页
107. ↑  Glantz & House（2004年），第138-139、154、166-167页
108. ↑  Clark（2012年），第335-336、230页
109. ↑  Zamulin（2011年），第258-260页
110. ↑  Zamulin（2011年），第258-262页
111. ↑  Clark（2012年），第341-344页
112. ↑  Glantz & House（2004年），第139、154页
113. 1 2 3 4 5  Glantz & House（2004年），第164-166页
114. 1 2 3 4 5  Clark（2012年），第342-343页
115. ↑  Clark（2012年），第342-344页，第342頁中紀錄了「警衛旗隊」師在7月10日早上離普洛霍羅夫卡尚有9英里遠，而在第344頁中寫到當天結束時距離只剩下5英里。
116. ↑  Glantz & House（2004年），第166页
117. ↑  Clark（2012年），第350-353页
118. ↑  Glantz & House（2004年），第169、171页
119. ↑  Clark（2012年），第351页
120. ↑  Glantz & House（2004年），第172页
121. 1 2 3  Clark（2012年），第352-353页
122. ↑  Glantz & House（2004年），第173页
123. 1 2 3  Zetterling & Frankson（2000年），第95页
124. 1 2 3 4  Clark（2012年），第352页
125. 1 2 3  Nipe（2012年），第315页
126. ↑  Dunn（1997年），第153页
127. 1 2  Zetterling & Frankson（2000年），第106页
128. ↑  Glantz & House（2004年），第175页
129. 1 2 3 4  Glantz & House（2004年），第178页
130. ↑  Clark（2012年），第356页
131. 1 2  Clark（2012年），第347-348、384页
132. ↑  Dunn（1997年），第152页
133. ↑  Zetterling & Frankson（2000年），第95、103页
134. ↑  Clark（2012年），第377-378页
135. ↑  Glantz & House（2004年），第192页，精確的說，是指第48步槍軍的第183步槍師。
136. 1 2  Zamulin（2011年），第516页，本書將普洛霍羅夫卡戰役發生時間定義為7月10至17日間。
137. 1 2  Zetterling & Frankson（2000年），第101-102页
138. ↑  Clark（2012年），第350-351、362、377页，除了第29與第18戰車軍外，「警衛旗隊」師也與在普洛霍羅夫卡的蘇軍第9近衛空降師（隸屬第33近衛步槍軍）戰鬥。
139. ↑  Zetterling & Frankson（2000年），第105-106页
140. ↑  Nipe（2012年），第80-81页
141. ↑  Zetterling & Frankson（2000年），第216-217页
142. ↑  Zetterling & Frankson（2000年），第185、216-217页
143. ↑  Zetterling & Frankson（2000年），第183-184页
144. ↑  Zetterling & Frankson（2000年），第184页
145. 1 2 3  Nipe（2010年），第310页
146. ↑  Clark（2012年），第353-354页
147. ↑  Clark（2012年），第354页
148. ↑  Zetterling & Frankson（2000年），第30、103、245页
149. ↑  Zetterling & Frankson（2000年），第187-188页，附表有列出戰車的各種類型與數量。
150. 1 2 3 4 5 6 7 8  Zetterling & Frankson（2000年），第103页
151. ↑  Zetterling & Frankson（2000年），第105页
152. 1 2 3  Glantz & House（2004年），第413页
153. 1 2  Glantz & Orenstein（1999年），第222页
154. ↑  Zetterling & Frankson（2000年），第109页
155. ↑  Zetterling & Frankson（2000年），第101、103页
156. 1 2  Clark（2012年），第384页
157. ↑  Zetterling & Frankson（2000年），第102-103、109、245页
158. ↑  Bergström（2007年），第79页
159. ↑  Zetterling & Frankson（2000年），第18、23页
160. 1 2 3 4  Bergström（2007年），第120页
161. ↑  Clark（2012年），第281页
162. ↑  Glantz & House（2004年），第178、198页
163. ↑  Glantz & House（2004年），第227页
164. ↑  Glantz & House（2004年），第179、198页
165. 1 2  Zetterling & Frankson（2000年），第96页
166. 1 2 3 4 5  Glantz & House（2004年），第180页
167. 1 2 3  Zetterling & Frankson（2000年），第106-107页
168. ↑  Glantz & House（2004年），第180-181页
169. ↑  Glantz & House（2004年），第192页
170. 1 2  Glantz & House（2004年），第184页
171. 1 2  Glantz & House（2004年），第181页
172. ↑  Glantz & House（2004年），第179页
173. 1 2 3 4  Glantz & House（2004年），第202页
174. 1 2 3  Nipe（2010年），第315页
175. ↑  Zetterling & Frankson（2000年），第48、105-106页，提出共793輛戰車與57輛自走砲。
176. ↑  Glantz & House（2004年），第151、328页，提出共793輛戰車與37輛自走砲。
177. ↑  Nipe（2012年），第39页，提出共850輛戰車。
178. ↑  Healy（2008年），第171-172页，提出共35輛「邱吉爾」戰車。
179. ↑  Glantz & House（2004年），第328页，提出共31輛「邱吉爾」戰車。
180. ↑  Clark（2012年），第362页
181. 1 2 3 4 5  Clark（2012年），第364页
182. ↑  Glantz & House（2004年），第196-197页，該頁照片旁的說明。
183. 1 2  Clark（2012年），第374-375页
184. 1 2 3 4  Bergström（2007年），第79-80页
185. ↑  Glantz & House（2004年），第317、321页
186. ↑  Bergström（2007年），第78-81页
187. ↑  張德輝（2013年），第205-206页
188. ↑  Clark（2012年），第363页
189. 1 2 3  Glantz & House（2004年），第182页
190. 1 2  Barbier（2002年），第139页
191. ↑  Glantz & House（2004年），第187页，莫斯科時間
192. 1 2  Zamulin（2011年），第349页
193. ↑  Glantz & House（2004年），第188页，莫斯科時間
194. 1 2  Glantz & House（2004年），第188页
195. 1 2  Bergström（2007年），第80页
196. ↑  Nipe（2010年），第317页
197. 1 2  Showalter（2013年），第203页
198. ↑  Nipe（2010年），第318页
199. ↑  Nipe（2010年），第316-318页
200. ↑  Glantz & House（2004年），第181、190页
201. ↑  Bergström（2007年），第80-81页
202. 1 2  Nipe（2010年），第320页
203. ↑  Clark（2012年），第364-365页
204. 1 2 3 4  Nipe（2012年），第42页
205. 1 2 3  Glantz & House（2004年），第190页
206. ↑  Clark（2012年），第371页
207. ↑  Nipe（2010年），第332-333页，引用：「交戰距離十分接近，這對德軍砲手相當致命。」
208. ↑  Nipe（2010年），第329-330页
209. ↑  Clark（2012年），第368页
210. ↑  Nipe（2010年），第330-331页
211. ↑  Glantz & House（2004年），第185页
212. ↑  Glantz & House（2004年），第188-189页
213. ↑  Glantz & House（2004年），第189页
214. ↑  Zamulin（2011年），第341页
215. ↑  Nipe（2010年），第321页
216. ↑  Glantz & House（2004年），第191页
217. 1 2  Clark（2012年），第388-389页
218. ↑  Nipe（2010年），第335页
219. ↑  Clark（2012年），第381、389页
220. ↑  Nipe（2012年），第48、52页
221. 1 2  Zetterling & Frankson（2000年），第102页
222. ↑  Clark（2012年），第390-391页
223. ↑  Clark（2012年），第391-392页
224. ↑  Glantz & House（2004年），第213-214页
225. ↑  Glantz & House（2004年），第212页
226. 1 2 3 4  Glantz & House（2004年），第208页
227. ↑  張德輝（2013年），第205页
228. ↑  Nipe（2012年），第48页
229. ↑  Nipe（2012年），第48-49、52页
230. ↑  張德輝（2013年），第210页
231. ↑  Bergström（2007年），第78页
232. ↑  Glantz & House（2004年），第187页
233. ↑  Bergström（2007年），第79-81页
234. 1 2 3 4 5  Bergström（2007年），第81页
235. ↑  Clark（2012年），第395页
236. 1 2  Glantz & House（2004年），第209-210页
237. ↑  Glantz & House（2004年），第209、216页
238. 1 2 3 4  Glantz & House（2004年），第212-215页
239. 1 2  Clark（2012年），第394页
240. ↑  Clark（2012年），第324页，7月11日至13日的地圖。
241. ↑  Molony等（2004年），第55-65页
242. 1 2  Clark（2012年），第397页
243. 1 2 3  Nipe（2012年），第71页
244. ↑  Barbier（2002年），第153页
245. 1 2  Clark（2012年），第295-397页
246. ↑  Glantz & House（2004年），第208页，「庫圖佐夫行動」與盟軍的登陸皆對德軍最高統帥部之決策頗具影響力。
247. 1 2 3  Glantz & House（2004年），第217-218页
248. 1 2 3  Clark（2012年），第397-398页
249. 1 2  Glantz & House（2004年），第245页
250. ↑  Clark（2012年），第400-401页
251. ↑  Clark（2012年），第401-402页
252. ↑  Nipe（2012年），第70页
253. ↑  Glantz & House（2004年），第204、223页
254. ↑  Newton（2003年），第24页
255. ↑  Zamulin（2011年），第514-515页
256. ↑  Barbier（2002年），第164页
257. ↑  Zetterling & Frankson（2000年），第139、218页
258. ↑  Nipe（2012年），第87页
259. 1 2 3  Zetterling & Frankson（2000年），第105、110、247页
260. ↑  Zetterling & Frankson（2000年），第110、114页
261. ↑  Zetterling & Frankson（2000年），第110页
262. 1 2 3 4 5  Zetterling & Frankson（2000年），第108页
263. ↑  Zamulin（2011年），第531-532页，此處列舉30年來多位歷史學家提出的各種數據。
264. 1 2 3  Zamulin（2011年），第531-532页
265. 1 2 3  Bauman（1998年），第5-14页
266. ↑  Zetterling & Frankson（2000年），第219-220页
267. ↑  Zetterling & Frankson（2000年），第108、245、247页
268. ↑  Zetterling & Frankson（2000年），第110、242-245页
269. ↑  Frieser（2007年），第130页，提出損失3輛。
270. ↑  Zamulin（2011年），第513、598页，內容引用福萊瑟在1993年提出損失5輛的數據。
271. ↑  Brand（2003年），引用：「7月12日當天的戰鬥中，福萊瑟認為「警衛旗隊」師應該有3輛戰車完全損毀，為里賓特洛甫連上的兩輛四號戰車與一輛「虎式」。這也顯示德軍戰車部隊有相當大的損失其實是毀於蘇軍的重砲轟炸。」
272. 1 2  Bauman（1998年），第8-5-8-6页
273. 1 2  Bauman（1998年），第5-1-5-4页
274. ↑  Bergström（2007年），第81页，提出親衛隊第2裝甲軍於7月12日共60至80輛裝甲戰鬥車輛受損或被毀。
275. ↑  Glantz & House（2004年），第275页，提出親衛隊第2裝甲軍於7月12日共60至70輛裝甲戰鬥車輛受損或被毀。
276. ↑  Nipe（2012年），第85页，提出親衛隊第2裝甲軍於7月12日共70至80輛裝甲戰鬥車輛受損或被毀。
277. ↑  Zamulin（2011年），第532页，提出親衛隊第2裝甲軍於7月12日共163輛裝甲戰鬥車輛受損或被毀，而此數據由德國歷史學家約哈希姆·安格爾曼（Joachim Engelmann）所提出。
278. ↑  Frieser（2007年），第129-131页
279. ↑  Bauman（1998年），第5-11-5-14页
280. 1 2  Zetterling & Frankson（2000年），第77页
281. ↑  Zetterling & Frankson（2000年），第108、110页
282. 1 2 3 4  Zamulin（2011年），第536-538页
283. ↑  Bauman（1998年），第8-5、8-6页
284. ↑  Bauman（1998年），第5-1、5-4页
285. ↑  Glantz & House（1995年），第167页
286. ↑  Nipe（2012年），第85-86页
287. ↑  Overy（1997年），第208页
288. 1 2  Zetterling & Frankson（2000年），第108-109页
289. ↑  Zamulin（2011年），第553页
290. ↑  Clark（2012年），第408页
291. ↑  Nipe（2012年），第86页
292. ↑  Glantz & House（1995年），第166页

## 資料來源
- （英文）Barbier, Mary Kathryn. . London; New York: Zenith Imprint. 2002. ISBN 978-0-7603-1254-4.
- （英文）Bauman, Walter. . Maryland: US Army Concepts Analysis Agency. 1998. （原始内容 (PDF)存档于2013-06-20）.
- （英文）Bellamy, Chris. . London: Pan. 2007. ISBN 9780330488082.
- （英文）Bergström, Christer. . Hersham: Chervron/Ian Allen. 2007. ISBN 978-1-903223-88-8.
- （德文）Brand, Dieter. . Österreichische Militärische Zeitschrift (Bundesministerium für Landesverteidigung und Sport). 2003, (6). （原始内容存档于2014-11-01）.
- （英文）Clark, Lloyd. . London: Headline Publishing Group. 2012. ISBN 978-0-7553-3639-5.
- （英文）Dunn, Walter. . Westport: Greenwood Press. 1997. ISBN 978-0-275-95733-9.
- （德文）Frieser, Karl-Heinz; Schmider, Klaus; Schönherr, Klaus; Schreiber, Gerhard; Ungváry, Kristián; Wegner, Bernd. . München: Deutsche Verlags-Anstalt München. 2007. ISBN 978-3-421-06235-2.
- （英文）Glantz, David M.  (PDF). US Army Command and General Staff College (Ft. Belvoir). 1986-09,. Soviet Army Studies Office Combined Arms Center Combat Studies Institute (CSI Report No. 11). OCLC 320412485. （原始内容 (PDF)存档于2015-05-18）.
- （英文）Glantz, David. . Taylor & Francis (Frank Cass). 1991-01. ISBN 0-7146-4077-8.
- （英文）Glantz, David M.; House, Jonathon. . Lawrence: University of Kansas Press. 1995. ISBN 978-0-7006-0899-7.
- （英文）Glantz, David M.; House, Jonathan M. . Lawrence: University Press of Kansas. 1999.
- （英文）Glantz, David M.; House, Jonathan M. . Lawrence: University Press of Kansas. 2004 [1999]. ISBN 978-0-7006-1335-9.
- （英文）Glantz, David. . Hoboken: Taylor & Francis (Routledge). 2013. ISBN 978-1-136-28934-7.
- （英文）Glantz, David M.; Orenstein, Harold S. . London: Taylor & Francis (Frank Cass). 1999. ISBN 0-7146-4933-3.
- （英文）Healy, Mark. . London: Osprey. 1992. ISBN 978-1-85532-211-0.
- （英文）Healy, Mark. . Stroud: History Press. 2008. ISBN 978-1-85532-211-0.
- （英文）Healy, Mark. . Stroud: History Press. 2010 [2008]. ISBN 978-0-7524-5716-1.
- （英文）Licari, Michael J. . Cedar Falls: University of Northern Iowa. 2004  [2016-07-21]. （原始内容存档于2010-04-02）.
- （英文）Kasdorf, Bruno.  (PDF). U.S. Army War College. 2000  [2016-07-21]. （原始内容存档 (PDF)于2012-11-09）.
- （英文）Molony, C.J.C.; Flynn, F.C.; Davies, H.L. & Gleave, T.P. Butler, Sir James , 编. . History of the Second World War, United Kingdom Military Series. London: Naval & Military Press. 2004 [1973]. ISBN 1-84574-069-6.
- （英文）Newton, Steven. . Cambridge: Da Capo Press. 2002. ISBN 0-306-81150-2.
- （英文）Nipe, George. . Southbury; Newbury: RZM; Casemate (distributor). 2010. ISBN 978-0-9748389-4-6.
- （英文）Nipe, George. . Mechanicsburg, PA: Stackpole Books. 2012. ISBN 978-0-8117-1162-3.
- （英文）Overy, Richard. . New York: Penguin Books. 1997. ISBN 0-14-027169-4.
- （英文）Showalter, Dennis E. . New York: Random House. 2013.
- （英文）Zamulin, Valeriy. . Solihull: Helion & Company. 2011. ISBN 1-906033-89-7.
- （英文）Zetterling, Niklas; Frankson, Anders. . Cass Series on the Soviet (Russian) Study of War. London: Taylor & Francis (Frank Cass). 2000. ISBN 0-7146-5052-8.
- （中文）張德輝. . 軍事連線. 風格司藝術創作坊. 2013. ISBN 9789866330469.

## 外部連結
- （英文）. armchairgeneral.com.   [2016-07-21]. （原始内容存档于2014-01-05）.
- （英文）George Jr. Nipe. . historynet.com.   [2016-07-21]. （原始内容存档于2008-03-12）.
- （英文）Bill Stone. . sonic.net.   [2016-07-21]. （原始内容存档于2015-04-30）.
- （英文）Alan Wilson. . sonic.net.   [2016-07-21]. （原始内容存档于2012-04-20）.
- （俄文）. sonic.net.   [2016-07-21]. （原始内容存档于2015-04-30）.